# Real (album L’Arc-en-Ciel)
Real jest to ósmy album grupy L’Arc-en-Ciel. Został wydany 30 sierpnia 2000 r.

## Utwory
1. 	"get out from the shell -asian version-”     –	4:16
2. 	"The Nepenthes”     – 3:26
3. 	"Neo Universe”   – 4:08
4. 	"Bravery”   – 5:27
5. 	"Love Flies”   – 4:54
6. 	"finale”   – 6:26
7. 	"Stay Away”  – 3:59
8. 	"Route 666” – 4:28
9. 	"Time Slip”   – 5:00
10. 	"A Silent Letter”  – 6:39
11.    „All Year Around Falling in Love”   – 5:33

## Twórcy
- Hyde – śpiew,
- Ken – gitara elektryczna
- Tetsu – gitara basowa, wokal wspierający
- Yukihiro – perkusja